# Faculté d'économie appliquée d'Aix-en-Provence
Pour les articles homonymes, voir FEA.
La Faculté d'économie appliquée d'Aix-en-Provence (en anglais : Faculty of Applied Economics) appelée « FEA Aix » était l'unité de formation et de recherche en économie, finance et gestion de l'université d'Aix-Marseille III Paul-Cézanne.

## Histoire
La faculté d'économie appliquée a été créée en 1973 lors de la création de l'université d'Aix-Marseille III Paul-Cézanne. Après mai 68, la loi Faure redessine les universités en unités plus petites, mais sur le mode pluridisciplinaire. À Aix-Marseille, les lettres et les sciences, disciplines considérées comme plutôt « progressistes », décident de s'unir (avec l'exception notable des scientifiques de Luminy), alors que les disciplines plus « traditionnelles » comme le droit et la médecine s'organisent de leur côté. Deux universités sont créées : l'université d'Aix-Marseille I (université de Provence) et l'université d'Aix-Marseille II (université de la Méditerranée à partir de 1994).
Cependant, en 1973, les enseignants plus conservateurs, sous la conduite du juriste Charles Debbasch, obtiennent auprès du ministère de l'Éducation nationale la création d'une troisième université, l'université d'Aix-Marseille III (université Paul-Cézanne à partir de 2004). En plus du droit, celle-ci regroupe une partie des enseignements en sciences (la majorité du site de Saint-Jérôme) et en sciences économiques. Plusieurs économistes ont quitté la faculté des sciences économiques et de gestion originelle pour créer la Faculté d'économie appliquée.
La faculté a commencé avec quelque 400 étudiants, pour arriver à plus de 3 000 étudiants
Le siège de la faculté était implanté avec celui de la faculté de droit et partageait les mêmes locaux. Plus tard, une antenne a été créée à Marseille sur la Canebière pour accueillir des étudiants de premier cycle.
À partir de 2007, les trois universités d'Aix-Marseille entament un processus de rapprochement au sein du PRES Aix-Marseille Université. Ce processus aboutit à la réunification des trois universités qui entre en vigueur le 1er janvier 2012. 
La faculté d'économie appliquée d'Aix-Marseille III et la faculté des sciences économiques et de gestion d'Aix Marseille II fusionnent pour devenir en 2013 la Faculté d'économie et de gestion d'Aix-Marseille de l'Université d'Aix-Marseille. La nouvelle faculté regroupe désormais l'École d'économie d'Aix Marseille, l'Institut supérieur de sciences de gestion, l'Institut supérieur de la finance et l'Institut supérieur de management des organisations.

## La Faculté
La faculté d'économie appliquée s'est fait connaître comme attaché à la Nouvelle économie institutionnelle et comme l'un des principaux bastions de l'école d'économie libérale en France avec notamment des économistes représentant l'École autrichienne d'économie et l'École d'économie de Chicago.
Ces mêmes économistes fondent en même temps le Centre d'analyse économique. Depuis sa création, l’objectif scientifique était l’analyse de la coordination des activités économiques. On retrouve parmi les économistes de la FEA les plus grands représentants français de l'École autrichienne d'économie tel que Jacques Garello, Gérard Bramoullé, Jean-Pierre Centi, Pierre Garello. L'autre bastion de l'économie libérale en France se situe à Paris au sein de l'université Paris-Dauphine avec les travaux de l'économiste Pascal Salin. 
Les thèmes représentatifs de la FEA étaient l'analyse économique du droit, l’analyse institutionnelle, l’entrepreneuriat, le commerce international et l'ingénierie financière (via le CETFI). Sous l'impulsion de Pascal Salin et Jacques Garello, la FEA Aix a également abrité dès 1977 les universités d’été libérales 
De nombreux séminaires, colloques et conférences ouverts aux chercheurs et étudiants viennent consolider la réputation internationale de la faculté. En ce sens, la FEA Aix-en-Provence peut s'enorgueillir d'avoir accueilli des docteurs honoris causa prestigieux comme Ronald Coase (université de Chicago, prix Nobel d'économie), James M. Buchanan (université de Chicago, prix Nobel d'économie), Kenneth Arrow (université Stanford, prix Nobel d'économie), Gary Becker (université de Chicago, prix Nobel d'économie), Herbert Simon (université Stanford, prix Nobel d'économie), ou encore Israel Kirzner (université de New York), Leszek Balcerowicz (vice-Premier ministre et ministre des Finances), M. Václav Klaus (président de la République tchèque), Stefan Voigt (université de Hambourg, directeur de l'Institute for Law and Economics), Michaël Stankovshy (université George Washington), Yin Feng (université de Shanghaï, bénéficiaire d'une bourse de l'Académie des sciences de Chine et d'une bourse Hermes du ministère de la Recherche français), ou encore Eduardo RAUPP de VARGAS (université de Brasilia).
Aujourd'hui, la pensée de la FEA se retrouve au sein du Centre d'analyse économique d'Aix-Marseille (rattaché au CERGAM) et du master commerce, décision et gestion, délivré par la nouvelle Faculté d'économie et de gestion où se sont regroupés les économistes libéraux.
Le CAE propose une formation doctorale, 1 master commerce, décision, gestion (CDG) et 1 master d'économie appliquée délivrés par la Faculté d'économie et de gestion et 1 master de droit des affaires délivré par la Faculté de droit et de science politique d'Aix-Marseille. 
- Master Commerce, Décision, Gestion (CDG) :
  - European Master in Business Law and Economics - Erasmus Mundus[7]  en partenariat avec l'université de Bologne, université de Gand, université de Haïfa, université de Hambourg, université de Mumbai, université Érasme de Rotterdam, université de Vienne, université de Varsovie[8]
  - Master in Business Law and Economics - parcours classique
  - Master création d’entreprise - Parcours Entrepreneuriat en TPE/PME et parcours Entrepreneuriat et Tourisme. La particularité du master est la réelle création d’entreprise par les étudiants pendant le programme[9]. La seule autre formation en France proposant ce type de réalisation est à HEC Paris.
  - Master Management des risques et de la qualité et ingénierie de la décision
  - Master Management de l'hospitalité
  - Master Management du Commerce international
  - Master Management et interfaces marketing-commerce des projets innovants
- Master économie appliquée : politiques et décisions environnementales
- Master droit des affaires : analyse bancaire et marchés des professionnels
- Doctorat en sciences économiques et de gestion : l’admission s'effectue à partir d'un master 2 Recherche obtenu avec la mention bien au minimum. Le programme est rattaché à l'École doctorale de sciences économiques et de gestion d'Aix-Marseille (ED 372).

Le centre de finance de la FEA, le CETFI, continue à proposer deux masters au sein de l'Institut supérieur de la finance de la nouvelle faculté :
- Master Lutte contre la criminalité financière et organisée ;
- Master Gestion de Patrimoine.